# 野崎舞夏星
野崎 舞夏星（のざき まなほ、1996年7月17日 - ）は、日本の女子相撲選手である。静岡県浜松市出身で、静岡県立浜松西高等学校、立命館大学スポーツ健康科学部を卒業し、フジテレビ社員となる。

## 人物歴
レスリングを嗜む兄の影響でレスリングを始め、幼い頃の夢は「プロレスラーになること」であった。小学校2年時に、指導を受けるレスリングクラブから力をつけるために相撲を薦められ相撲の魅力を知り、小学4年で地元企業の相撲クラブに入る。
わんぱく相撲を皮切りに、小学校から中学生時代にかけて静岡県大会や他県の大会で好成績をおさめて優勝を多く記録した。静岡県相撲連盟の県相撲番付では、2009年度は小結、2010年度・2011年度は関脇、2012年度・2013年度は大関に昇進している。
2013年から2014年にかけては大阪府堺市の国際女子相撲選抜堺大会で2連覇を達成。同2014年には台湾高雄市で開催された第4回世界女子ジュニア相撲選手権大会の軽量級で優勝し、高校生にして初の世界一の座をつかんだ。軽量級で日本人が世界一になったのは、野崎が初めてである。
2015年9月時点で身長160センチメートル (cm) で体重60キログラム kgと女子相撲選手としては比較的小柄な体格だが、足腰の強さと素早い当たりを身上とした。
相撲の傍らでレスリングも続け、中学2年時にレスリング中部日本大会で優勝した。レスリング教室で年少の子供たちを指導した。高校では柔道部に所属した。レスリングや柔道で培った投げ技を相撲にも活かし、特に下手投げや掬い投げを得意とした。2013年12月時点でアマチュア相撲初段の腕前で、足腰の強さに加え、臨機応変な対応や技の覚えの速さを評価されている。
この優れた競技センスによりレスリング界や柔道界からも有力選手としてオファーがあったが、世界女子ジュニア相撲選手権大会以後は相撲に専念した。
2013年5月に日本テレビの番組『未来シアター』で特集されたことで知名度が上昇した。実力に加えて「美少女アスリート」「かわいすぎる力士」としてスポーツファンよりは、スポーツ自体にはさほど興味がないネットユーザーの間で話題となり、女性格闘家たちの写真集『闘う女たち』でも取り上げられるほど知られる存在となった。
2015年に立命館大学スポーツ健康科学部へ進学。当初、立命館大の先輩である山中未久に苦戦を強いられたが、同年6月の全国女子相撲選抜ひめじ大会決勝で山中に初勝利、大学生活での初優勝も果たした。同年7月の全日本女子相撲郡上大会の団体戦(3人1組)では大将として山中とともに出場し、優勝。同年8月に国別対抗の世界女子相撲選手権大会が堺市で開催されたが、日本代表に選抜されず出場の機会が得られなかった。2018年7月の全国学生女子相撲選手権では個人戦・団体戦ともに優勝したが、同年10月の全日本女子相撲選手権では一回戦負けに終わった。
2019年3月に立命館大学を卒業。卒業論文のテーマは「スポーツ競技発展のためのマスコミの役割」で、メディア関係への就職であることをインタビューで明かしている。社会人になっても女子相撲に関わり、将来的には選手としての復帰を望んでいると話した。同年8月には、第一回わんぱく相撲女子全国大会のYoutube生中継の解説者を務めている。
2020年9月にフジテレビのスポーツニュース『S-PARK』の特集「もうひとつの『2020夏 僕らの甲子園。』」のディレクターの一人としてインタビューに応じた。「S-PARK」『Live News α』のオンエア業務にもついているなかで、作新学院女子硬球部の取材を4ヶ月にわたって行ったという。同年12月のインタビューによると、スポーツ部のADをしており、スポーツ番組のディレクターになることを目標としている。相撲との関わり方については「相撲は完全に辞めたわけではないんです。ただ、本格的にやろうとすると、どうしても大会に出て結果を出すことを意識しますし、仕事を辞めて相撲一筋でやりたいということになってしまいます。でも、今はそこまでの思いはなくて、小さい子たちに指導するという目的で関わりたいと思っています」と話している。

## 主な戦績
- 2008年6月 - 第17回わんぱく相撲静岡県大会 女子5・6年 優勝[33]
- 2009年7月 - 第12回静岡県女子相撲選手権大会 小中学生無差別 優勝[34]
- 2010年9月 - 第1回全日本女子相撲郡上大会 中学生軽量級 優勝[35]
- 2010年10月 - 第15回全日本女子相撲選手権大会 中学生軽量級 優勝[36]
- 2011年8月 - 第2回全日本女子相撲郡上大会 中学生軽量級 優勝[37]
- 2011年10月 - 第16回全日本女子相撲選手権大会 中学生50キロ未満級 優勝[38]
- 2013年4月 - 第1回国際女子相撲選抜堺大会 軽量級 優勝[8]
- 2014年4月 - 第2回国際女子相撲選抜堺大会 軽量級 優勝[9]
- 2014年8月 - 世界女子ジュニア相撲選手権大会 軽量級 優勝[2]
- 2014年10月 - 全日本女子相撲選手権大会 軽量級 優勝[39]
- 2015年6月 - 第1回全国女子相撲選抜ひめじ大会 優勝[3]

## 受賞歴
- 2007年9月 - 第31回ジュビロ磐田杯争奪磐田市民相撲大会 女子の部 最優秀選手賞[40]
- 2014年6月 - 静岡県体育協会第55回体育章 優秀選手賞[41]